# Stephen Hopper
Stephen Donald Hopper (1951) is een Australische botanicus.
Hopper groeide op in West-Australië. In 1990 was hij onderzoeker aan de University of Georgia op een beurs van het Fulbright-programma en was hij bezoekend onderzoekshoogleraar aan de University of California, Berkeley waar hij zich bezighield met de plantengroei op granieten rotsen. Tussen 1992 en 1999 was hij directeur van Kings Park and Botanic Garden in Perth. Tussen 1992 en 2004 diende hij als chief executive officer van Botanic Gardens and Parks Authority, de organisatie die Kings Park and Botanic Garden en Bold Park beheert.
In oktober 2006 is Hopper benoemd tot directeur van de Royal Botanic Gardens, Kew als opvolger van Peter Crane. Hopper is de veertiende directeur in de geschiedenis van Kew. Hij heeft hiernaast tevens hoogleraarschappen aan de University of Reading, de University of Western Australia en bij Kings Park and Botanic Garden.
Hopper is lid van de Linnean Society of London en is een corresponderend lid van de Botanical Society of America. In 2003 kreeg hij de Commonwealth Centenary Medal voor zijn verdiensten voor de Australische gemeenschap.
Hopper houdt zich onder meer bezig met onderzoek naar natuurbeschermingsmaatregelen, evolutiebiologie en systematiek van de flora in zuidwestelijk Australië. Hij onderzoekt Australische woestijnen en verricht veldonderzoek in de Verenigde Staten en Zuid-Afrika. Hij is (mede)auteur van meer dan driehonderd botanische namen van met name eucalyptussen, orchideeën en de familie Haemodoraceae. Hij is (mede)auteur van meer dan tweehonderd publicaties, waaronder acht boeken en artikelen in Science, Biological Journal of the Linnean Society en Australian Journal of Botany.